# Erebia mnestra
Erebia mnestra là một loài bướm thuộc họ Nymphalidae. Nó là loài bướm núi được tìm thấy ở các vùng Alps thuộc Áo, Pháp, Ý và Thụy Sĩ.

## Hình ảnh

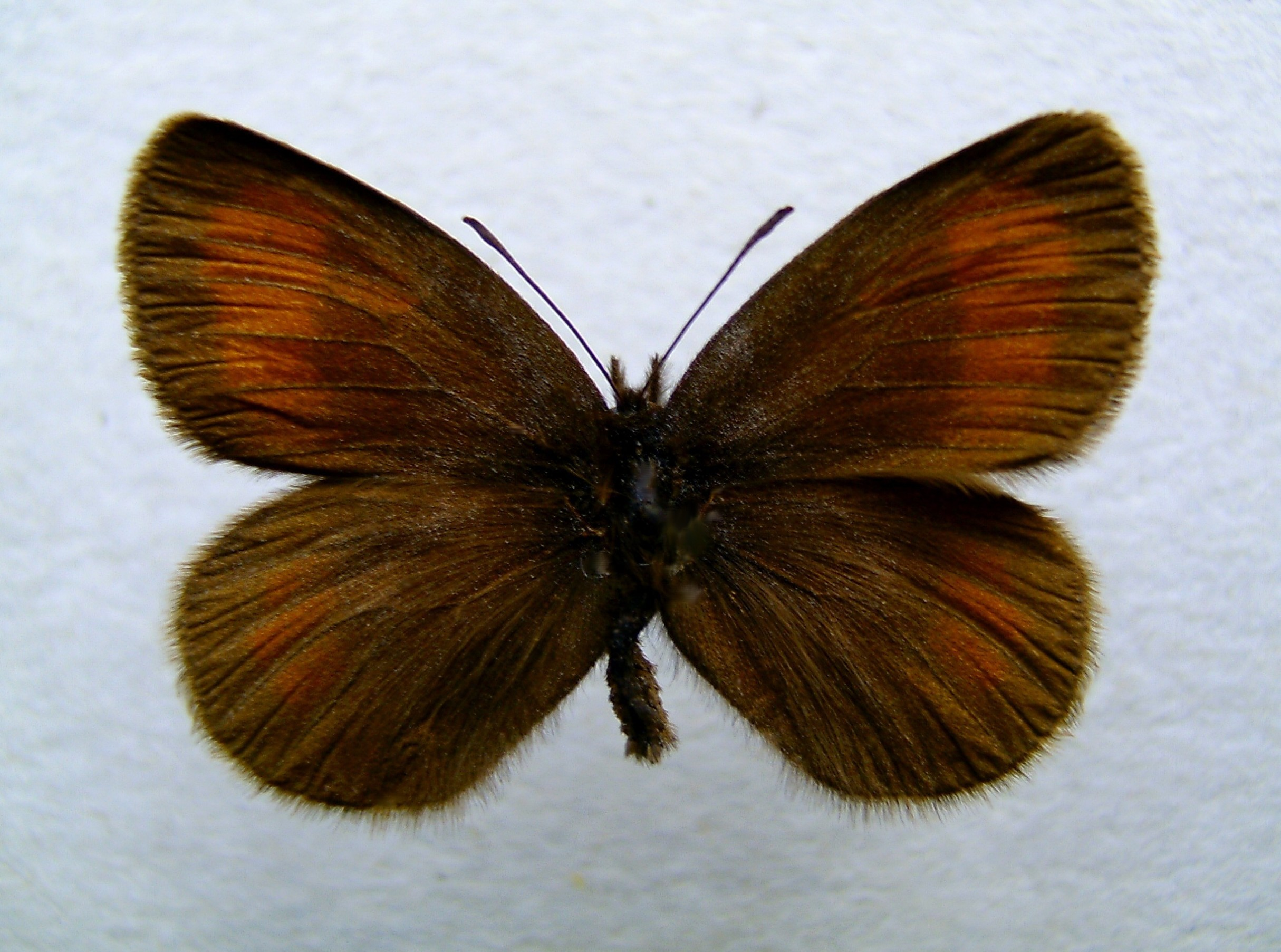
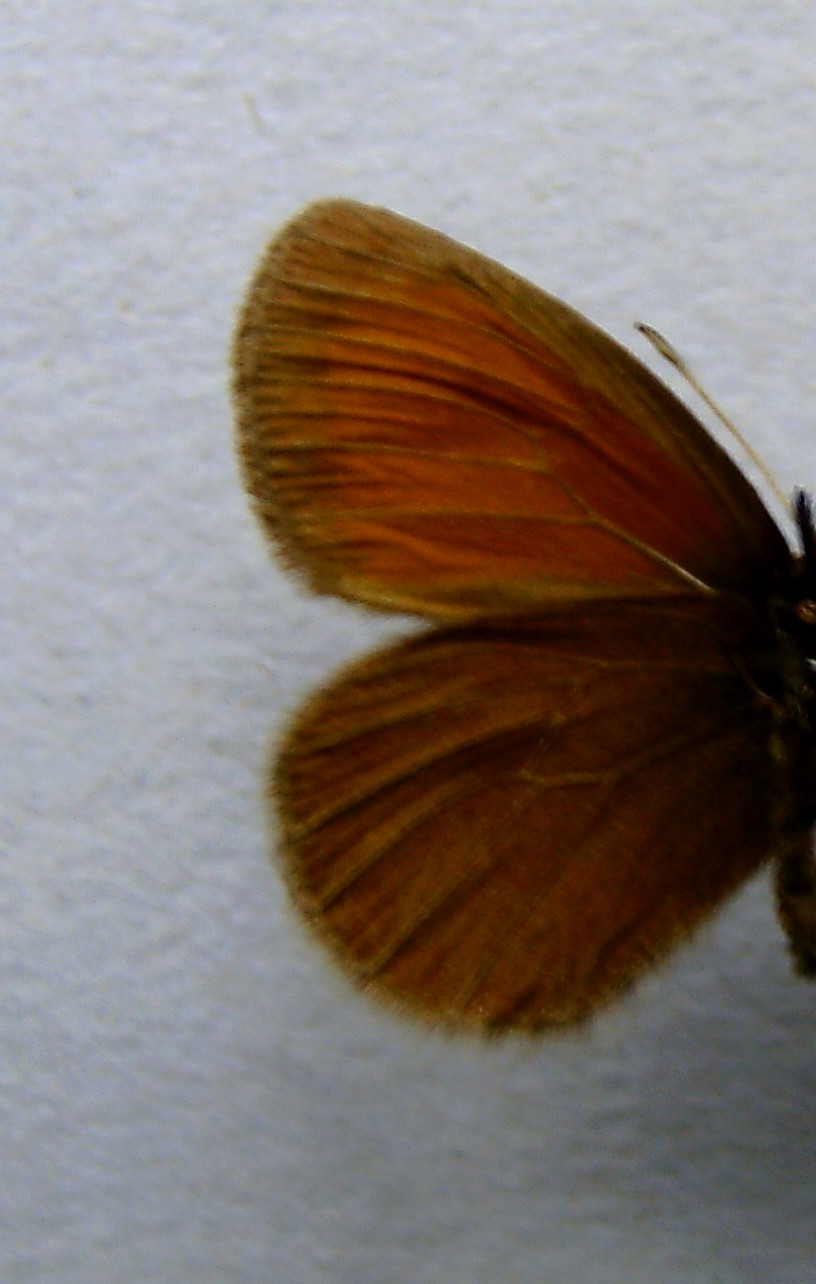